# Chaskowo

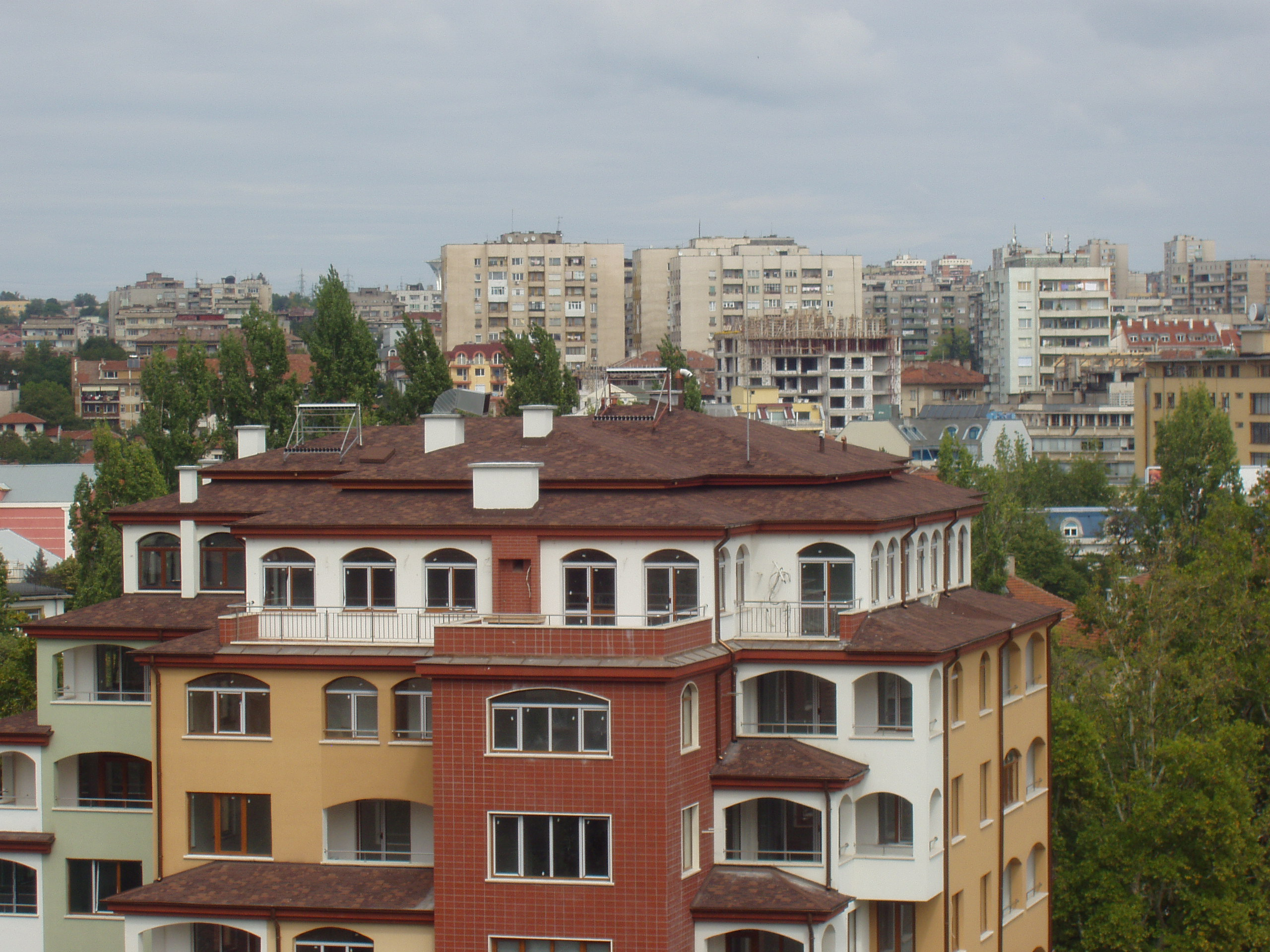
Zabudowa Chaskowa

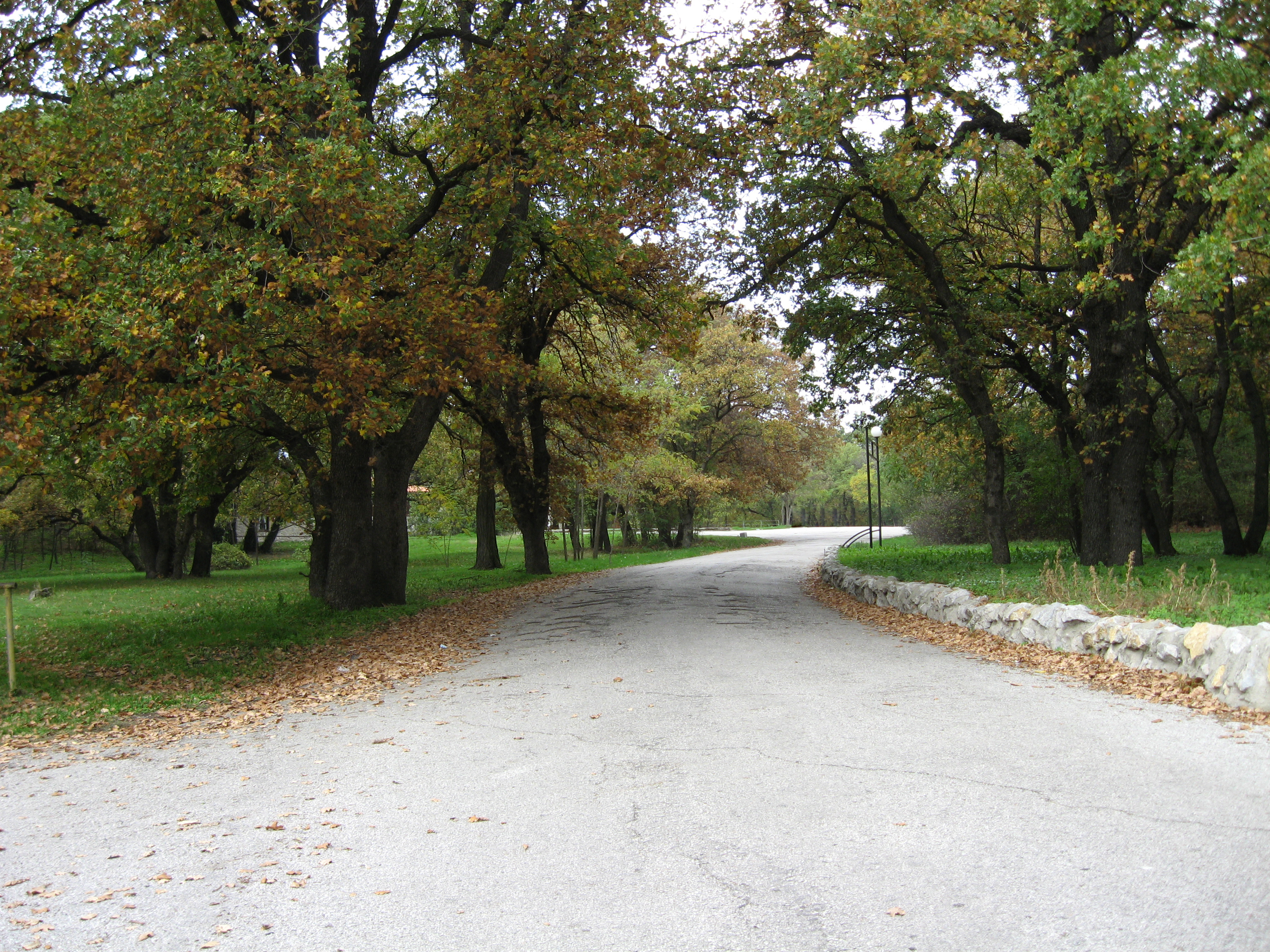
Park Kanena

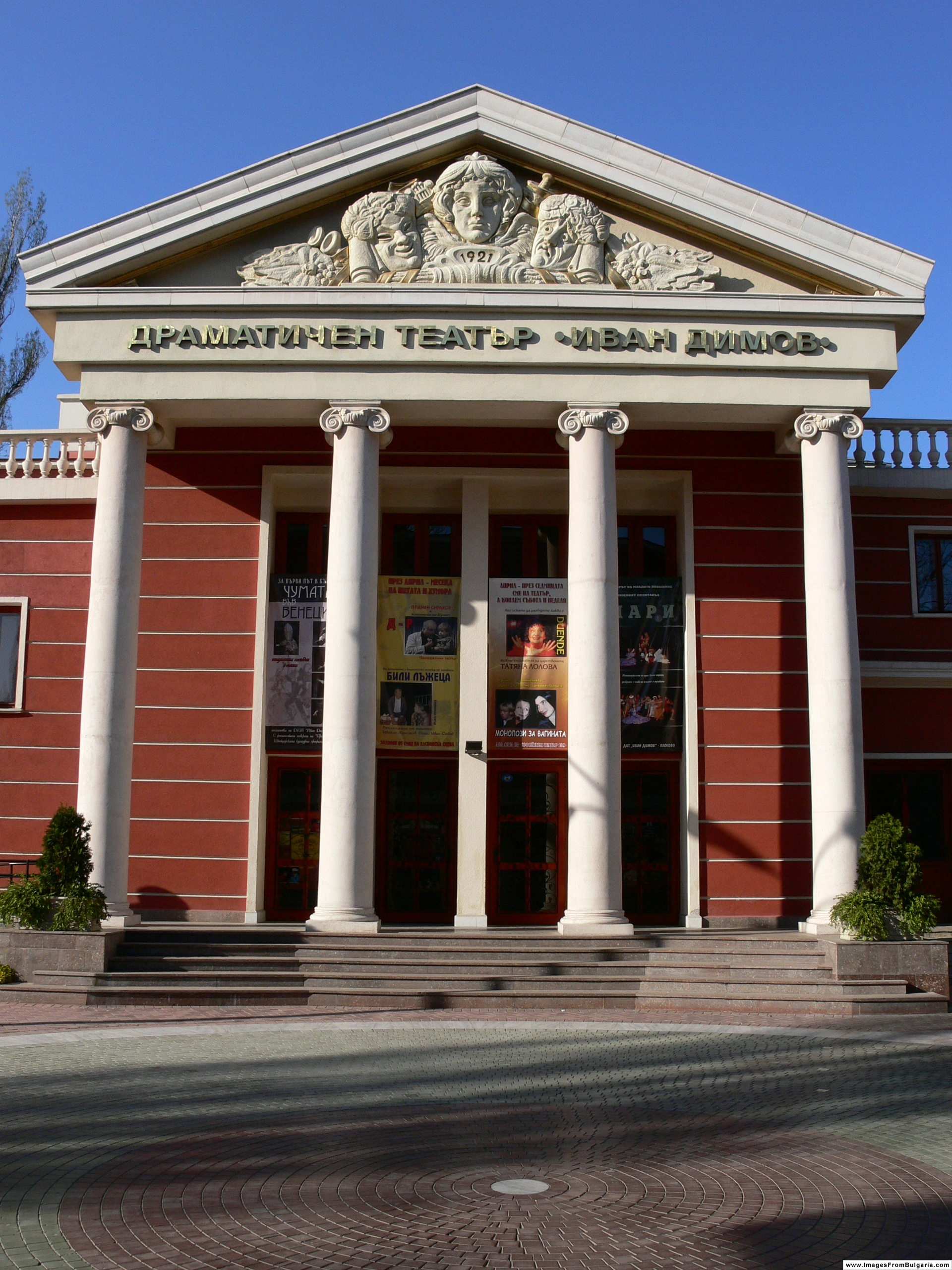
Teatr im. Iwana Dimowa

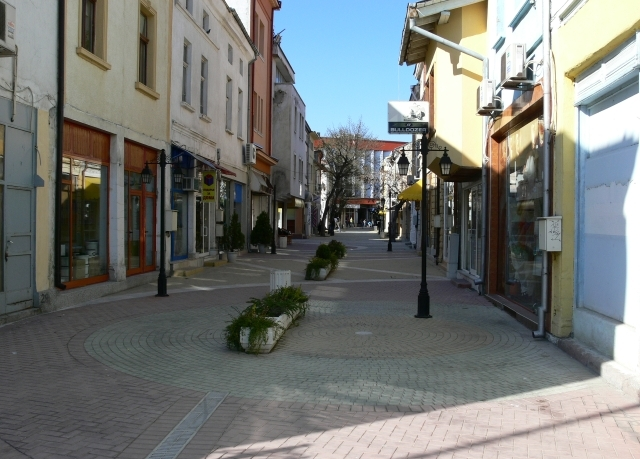
Deptak

Chaskowo (bułg. Хасково) – miasto w południowo-wschodniej Bułgarii, ośrodek administracyjny obwodu Chaskowo, u podnóża północnych Rodopów, nad rzeką Chaskowską (dopływ Maricy). Według danych Narodowego Instytutu Statystycznego w Bułgarii, 31 grudnia 2011 roku miasto liczyło 75641 mieszkańców.

## Historia
Badania archeologiczne wykazały, że pierwsza osada na terenie dzisiejszego miasta powstała około 5000 lat p.n.e.
Chaskowo zostało założone w XIII wieku.

## Przemysł
Chaskowo to duży ośrodek przemysłu tytoniowego z licznymi wytwórniami papierosów. Działa tu również przemysł włókienniczy, odzieżowy, maszynowy.

## Kultura
W miejscowości znajduje się teatr dramatyczno-marionetkowy im. Iwana Dimowa, a także wiele muzeów. 8 września odbywają się dni Chaskowa.

## Zabytki
Do głównych zabytków Chaskowa zalicznają się:
- grobowiec aleksandrowski,
- meczet zbudowany w 1395 roku,
- pomnik Bogurodzicy,
- pomnik Petki wojwody,
- pomnik nieznanego żołnierza,
- pomnik odrodzenia Chaskowa.

## Rekreacja
W Chaskowie znajduje się ogród zoologiczny oraz wiele parków, z których największe to „Kanena” i „Jamacza”. W pobliżu miasta mieści się uzdrowisko Chaskowski Bani.

## Sport
W mieście działa klub piłkarski FK Chaskowo 2009 grający obecnie w II lidze bułgarskiej.

## Znane osoby
- Athanase Vantchev de Thracy, francuski poeta
- Iwajło Bałabanow – poeta
- Nikołaj Christozow – pisarz
- Toma Izmirlijew – pisarz
- Nikoła Indżow – eseista, poeta
- Czerwenko Krumow – poeta,
- Emanuił Popdimitrow – filozof, pisarz, poeta
- Simeon Stojanow – poeta
- Grigor Dimitrov – tenisista

## Miasta partnerskie
- Abington (Stany Zjednoczone)
- Aleksandropolis (Grecja)
- Edirne (Turcja)
- Enguera (Hiszpania)
- Leicester (Wielka Brytania)
- Novara (Włochy)
- Taszkent (Uzbekistan)
- Wielkie Tyrnowo (Bułgaria)